# 红胁绣眼鸟
红胁绣眼鸟（学名：Zosterops erythropleurus）为绣眼鸟科绣眼鸟属的鸟类，俗名：粉眼、红胁粉眼、北粉眼、白眼儿、红腿粉眼。該物種於1863年由羅伯特·斯文豪首次描述。其棲息於森林，並偏好較深的混合林及針葉林。

## 描述
紅脇繡眼體長10.5公分，兩脅有顯著的栗色斑塊。其喙基部及下喙可能帶有粉紅色，下腹部則為較白的顏色。相似的綠繡眼則在兩脅呈淡褐色。

## 分佈與棲地
分布于前苏联、朝鲜、缅甸、中南半岛以及中国大陆的黑龙江、吉林、河北、辽宁、山西、陕西、甘肃、四川、西藏、河南、山东、江苏、浙江、福建、贵州、云南等地，主要栖息于果树、柳树、槭树等阔叶树、针叶树以及园庭花木、高大行道树以及以至竹林间。该物种的模式产地在上海。
紅脇繡眼為候鳥，在滿洲繁殖，冬季遷徙至中國中部、雲南省及東南亞北部。這是繡眼鳥中遷徙性最強的物種之一。它在楊樹、赤楊和柳樹林中繁殖，於落葉林和常綠林中越冬，通常在海拔1000公尺以上的地區活動。